# Albionella guianensis
Albionella guianensis är en spindelart som beskrevs av Lodovico di Caporiacco 1954. Albionella guianensis ingår i släktet Albionella och familjen hoppspindlar. Inga underarter finns listade i Catalogue of Life.